# Luis Roberto Rivas
Luis Roberto Rivas Montoya (Manizales, Caldas, Colombia, 5 de junio de 1963) es un político colombiano que se desempeñó como alcalde de Manizales, Colombia desde el 1 de enero de 2006 hasta el 31 de diciembre de 2008. Fue candidato a la Alcaldía de Manizales, Colombia nuevamente, para el periodo 2015-2017.
Ha ocupado importantes cargos como gerente general del Instituto de Financiamiento, Promoción y Desarrollo – INFIMANIZALES durante dos periodos. Durante 1998 y desde diciembre de 1999 hasta diciembre de 2002. Ha sido Asesor de Proyectos en ROBERTO RIVAS S Y CIA S.C.A. En 1997 fue catedrático en la Facultad de Economía Empresarial de la Universidad Autónoma de Manizales y Diputado de la Asamblea Departamental de Caldas durante el año 1995. Se ha desempeñado como Presidente y Miembro de diferentes Juntas Directivas en empresas de la ciudad de Manizales. 
Se graduó de Derecho en la Facultad de Ciencias Jurídicas y Socioeconómicas de la Pontificia Universidad Javeriana de Bogotá. Realizó una Especialización en Derecho Comercial de la Universidad de Caldas. En la Universidad de los Andes (Colombia) de Bogotá, estudió sus especializaciones en el Programa Presidentes de Empresa y en el Programa de Alta Gerencia. En el Instituto de Empresa Colegio de Dirección en Madrid, España realizó estudios orientados hacia la competitividad en el Programa de Gestión Empresarial y Comercial. Estudió inglés en Florida International University. 
Como alcalde de Manizales durante el periodo de 2005 – 2007, entre las principales ejecuciones de su administración están: el plan de saneamiento fiscal y financiero, la ejecución de un plan de grandes obras de infraestructura. También logró la ampliación del régimen subsidiado de 55.000 a 115.000 afiliados. La reapertura del Hospital de Caldas. Se hizo la implementación de un Sistema Integrado de Transporte. Mejoró la Seguridad ciudadana dotando a la Policía y a los organismos de seguridad con mejores equipos y recursos. Se reabrieron diferentes CAI y se elaboró una política pública de seguridad y convivencia ciudadana a través del Plan Maestro de la mano de la Organización de las Naciones Unidas. Cobertura del 100% con acueducto, alcantarillado y saneamiento básico para la zona rural y Reubicación de familias en zonas de alto riesgo.

## Reseña biográfica

### Nacimiento e infancia
Luis Roberto Rivas nació el 5 de junio de 1963 en Manizales.  Hijo de Roberto Rivas Exalcalde de Manizales, Presidente de Seguros Atlas y uno de los fundadores de la Universidad Autónoma de Manizales, y de Aida Montoya. Ambos Caldenses que le enseñaron a sus 4 hijos las tradiciones de la región, querer la tierra y trabajar por ella.

### Formación y Trayectoria
Estudió en el Colegio Agustín Gemelli donde se educó en valores de la mano de los franciscanos. En 1985 Recibió su título de Abogado de la Facultad de Ciencias Jurídicas y Socioeconómicas de la Pontificia Universidad Javeriana en Bogotá. En 1987 viajó a Estados Unidos para estudiar inglés en el Programa de inglés Profesionales en Florida International University. Al volver a su ciudad natal en 1989, se especializó en Derecho Comercial en la Universidad de Caldas. Unos años después regresó a Bogotá para estudiar en la Universidad de los Andes (Colombia), en 1992 en el Programa Presidentes de Empresa y en 1994 en el Programa de Alta Gerencia. Para 1997 viajó a Madrid, España y se vinculó en el Programa de Gestión Empresarial y Comercial, orientada hacia la competitividad en el Instituto de Empresa Colegio de Dirección.

### Vida Laboral
Comenzó en la firma Seguros Atlas, por su cercanía de tipo familiar a ésta, comenzó como asistente jurídico en 1986 aunque en 1990 fue nombrado vicepresidente. En 1993 fue nombrado como Gerente de la empresa comercializadora Disgosa S.A. Desde 1997 hasta 2002 fue gerente de Infimanizales, cargo en el que fue nombrado por el antes candidato a la alcaldía de Manizales, Jorge Enrique Rojas. También fue miembro de diversas juntas administrativas. Presidió la Cámara de Comercio de Manizales en 1994, la Empresa Aguas de Manizales S.A. y la Incubadora de Empresas de Bases Tecnológicas. Así como ha conformado desde 1995 hasta 2004 la junta directiva del Club de Fútbol Once Caldas.
Comenzó en la firma Seguros Atlas, por su cercanía de tipo familiar a ésta, comenzó como asistente jurídico en 1986 aunque en 1990 fue nombrado vicepresidente. En 1993 fue nombrado como Gerente de la empresa comercializadora Disgosa S.A. Desde 1997 hasta 2002 fue gerente de Infimanizales, cargo en el que fue nombrado por el antes candidato a la alcaldía de Manizales, Jorge Enrique Rojas. También fue miembro de diversas juntas administrativas. Presidió la Cámara de Comercio de Manizales en 1994, la Empresa Aguas de Manizales S.A. y la Incubadora de Empresas de Bases Tecnológicas. Así como ha conformado desde 1995 hasta 2004 la junta directiva del Club de Fútbol Once Caldas.
Desde de 2016 Luis Roberto Rivas Montoya  se desempeña como gerente general de la Industria Licorera de Caldas durante este periodo la ILC ha mostrado excelentes resultados financieros, gracias a las estrategias planteadas desde la alta gerencia, al esfuerzo y al proceso de transformación que se puso en marcha este año con un equipo gerencial altamente especializado en las diferentes áreas, a la recuperación de mercados en varias zonas del país, a la optimización financiera y a la nueva estrategia de mercadeo y de distribución enfocadas en los canales de consumo, -tienda a tienda, hoteles, restaurantes y bares en donde seconcentra el mayor potencial de venta de licores.
La Industria licorera de Caldas este año también le apostó a la modernización tecnológica, por eso con una inversión cercana a los 12 mil millones de pesos que se hace entre el año 2016 y 2017,  se logrará la automatización de los procesos en la elaboración de licores, la modernización de línea 1 y 4, la adquisición de maquinaria de envasado TetraPak y la modernización tecnológica de la subestación eléctrica.
Una de las metas planteadas por el gerente general de la ILC, Luis Roberto Rivas Montoya para el 2016 era la venta de 22 millones de botellas durante el año, meta que se cumplió con la comercialización de 25 millones 200 botellas, de las cuales el 34% corresponden a marcas propias Ron Viejo de Caldas con un crecimiento del 37%  y Aguardiente Cristal con un crecimiento del 11%;  durante el 2015 en estas marcas la ILC vendió 15.923.846 botellas y en el 2016 21.384.989.
Reconocimientos
Uno de los mejores Alcaldes del País Colombia Líder 2007
Caldense del Año 2007 otorgado por el Periódico La Patria
Medalla Gran Ciudadano Otorgado por la Policía Nacional 
Cordón de la Feria de Manizales 2008
Medalla al Mérito Sociedad de Mejoras Públicas

### Vida personal
Se encuentra casado con María Alejandra Gómez Uribe y es padre de tres hijos: Roberto, Susana y Elisa Rivas. 

## Carrera política
Su primera postulación a un cargo político fue en 1995, dónde se inscribió como diputado de la Asamblea Departamental de Caldas, por medio del Movimiento de Salvación Nacional, a cargo de Luis Emilio Sierra. Resultó elegido, y en el cargo hizo parte del grupo de oposición contra el grupo político de Omar Yepes.
Para 2004 se lanzó a la alcaldía de Manizales, con una campaña bajo un ideal de continuidad, y apoyado por la "Coalición B" de la que hizo parte en su tiempo como diputado. Finalmente fue elegido por un margen estrecho contra Fernando Gómez Chica.
Como Alcalde de Manizales durante 2005 - 2007 entre sus principales logros y trabajos de su administración están:
Plan de Saneamiento Fiscal y Financiero: Se logró que el municipio pasara de estar en semáforo en rojo, con alto endeudamiento y poca capacidad de inversión, a tener sus finanzas saneadas, recuperando su autonomía fiscal y su capacidad para hacer grandes inversiones de desarrollo. En sólo dos años Manizales pasó del puesto 567 al puesto 93 en el ranking de desempeño fiscal del Departamento Nacional de Planeación (Colombia) y se ubican como el segundo Municipio del país con mejor variación de desempeño.
Ejecución de un plan de grandes obras de infraestructura: Se desarrolló un plan de proyectos estratégicos para la movilidad y la renovación urbana como la Plaza Alfonso López, Terminal de Transporte, el Desarrollo Vial de la Zona Oriental, la Intersección Vial del Batallón, la doble calzada Avenida Alberto Mendoza, el Paseo de los Colonizadores, Paseo de los estudiantes, Paseo de los deportistas,  la Avenida el Guamo, el Túnel de la Calle 52, el Puente de la Carrera 20, la Piscina Olímpica en el Bosque Popular, Pavimentación vías Ciudadela La Linda, Pavimentación e iluminación de las cabeceras veredales que cambiaron la cara a Manizales y han generado importantes procesos de renovación urbana.  Estas obras se hicieron realidad gracias a la utilización de vigencias futuras excepcionales y a la recuperación del mecanismo de contribución por valorización.
Universalización de la Salud: Logró la ampliación del régimen subsidiado de 55.000 a 115.000 afiliados.  Todos los manizaleños, y en especial los de los estratos más bajos, tienen un carné que les da cobertura y seguridad en salud.
La reapertura del Hospital de Caldas como un hospital público para todos los Manizaleños: Se logró la reapertura del Hospital de Caldas como un hospital público, seguro y moderno que le presta sus servicios a todos los Manizaleños sin distinción.  Para la reapertura se hizo una inversión de 14.500 millones de pesos en renovación de la infraestructura y 8 mil millones en dotación de equipos y capital de trabajo. Igualmente se realizó una alianza estratégica para la administración con Servicios Especiales de Salud, entidad sin ánimo de lucro que nació hace más de 20 años en el Hospital y que es reconocida por su eficiencia y calidad.  Este modelo de operación ha sido reconocido como modelo para el sector salud por el Ministerio de Protección Social hoy Ministerio de Salud y la Protección Social.
La implementación de un Sistema Integrado de Transporte: Se planteó un nuevo modelo de Sistema Integrado de Transporte y se construyó El Cable Aéreo de Manizales tramo Fundadores – Terminal de Transportes, devolviéndole a Manizales un medio de transporte del cual fue pionero y que es ambientalmente sostenible.
Seguridad Ciudadana: Se dotó a la Policía y a los organismos de seguridad con mejores equipos y recursos logrando disminuir significativamente los índices delincuenciales en la ciudad.  Muestra de ello es que en la Feria de Manizales del año 2007 hubo una disminución del 39% en los delitos y en lo corrido del año se disminuyó la delincuencia en un 14% y se aumentó la operatividad de la Policía en un 37%.
Los CAI que habían sido eliminados de la ciudad, se reabrieron nuevamente y se elaboró una política pública de seguridad y convivencia ciudadana a través del Plan Maestro de la mano de la Organización de las Naciones Unidas. 
Cobertura del 100% con acueducto, alcantarillado y saneamiento básico para la zona rural: Se inició un plan de inversión social de 43.000 millones de pesos que le llevó agua potable, y por ende salud y mejor calidad de vida a todos los habitantes de la zona rural.
Cobertura del 100% con computadores para las escuelas y colegios rurales: El 100% de las 55 sedes educativas de los 7 corregimientos de Manizales con computadores de última generación.
Estas y otras ejecuciones permitieron que en se distinguiera esta administración y el trabajo en equipo de todo el Gabinete Municipal con reconocimientos importantes a nivel local y nacional.
Reubicación de familias en zonas de alto riesgo: Entre las muchas reubicaciones se cumplió con una promesa que se le había hecho a los habitantes del sector de La Playita por más de 20 años. Fueron reubicados con un exitoso plan de compra de vivienda usada para que las familias pudiesen contar con una vivienda digna , sin riesgo y sin créditos hipotecarios. Esta política fue adoptada por el Gobierno Nacional como modelo.
A pesar del escándalo de Integramos S.A. Rivas se postuló de nuevo para la Alcaldía de Manizales para el 2015. Obtuvo el aval de la Coalición B (Partido de la U, Partido Conservador, Partido Cambio Radical) con apoyo de nuevo por parte de Luis Emilio Sierra. Aun cuando la candidata por parte del Centro Democrático era Adriana Gutiérrez, víctima del proceso de Integramos. No obstante, quedó en segundo lugar con el 26.23% de los votos. El candidato electo fue Octavio Cardona León, por parte del Partido Liberal y Opción Ciudadana con el 29.32% de votos.